# Ramigekko swartbergensis
Ramigekko swartbergensis is een hagedis die behoort tot de gekko's (Gekkota) en de familie Gekkonidae.

## Naam en indeling
De wetenschappelijke naam van de soort werd voor het eerst voorgesteld door Wulf Dietrich Haacke in 1996. Oorspronkelijk werd de wetenschappelijke naam Phyllodactylus swartbergensis gebruikt en later werd de hagedis tot het geslacht Afrogecko gerekend.
De soort werd door Heinicke, Daza, Greenbaum, Jackman en Bauer in 2014 aan het geslacht Ramigekko toegewezen en is tegenwoordig de enige vertegenwoordiger van deze monotypische groep.
De geslachtsnaam Ramigekko betekent vrij vertaald 'tak-gekko'. Deze naam kan vertaald worden als 'branch-gekko', de naam is eigenlijk een eerbetoon aan professor William R. Branch, voor zijn bijdrage aan de Zuid-Afrikaanse herpetologie. De soortaanduiding swartbergensis betekent vrij vertaald 'levend in Swartberge'.

## Verspreiding en habitat
Ramigekko swartbergensis komt voor in delen van zuidelijk Afrika en leeft endemisch in Zuid-Afrika. De habitat bestaat uit scrublands en rotsige omgevingen. De soort is aangetroffen op een hoogte van ongeveer 1300 tot 2100 meter boven zeeniveau.

## Beschermingsstatus
Door de internationale natuurbeschermingsorganisatie IUCN is de beschermingsstatus 'veilig' toegewezen (Least Concern of LC).